# اني ويتش واي يو كان
اني ويتش واي يو كان (بالإنجليزية: Any Which Way You Can)‏ ، هي فيلم أمريكي من نوع أكشن وكوميديا ، أنتجت عام 1980م من قبل شركة مالباسو ونشرها وارنر برذرز. ، من بطولة كلينت ايستود وسوندرا لوك وجيفري لويس وروث جوردون ووليام سميث.

## مصدر
1. ↑  Box Office Information for Any Which Way You Can. The Wrap. Retrieved April 4, 2013. [وصلة مكسورة] نسخة محفوظة 3 مارس 2016 على موقع واي باك مشين.

## وصلات خارجية
- اني ويتش واي يو كان على موقع IMDb (الإنجليزية)
- اني ويتش واي يو كان على موقع ميتاكريتيك (الإنجليزية)
- اني ويتش واي يو كان على موقع روتن توميتوز (الإنجليزية)
- اني ويتش واي يو كان على موقع نتفليكس (الإنجليزية)
- اني ويتش واي يو كان على موقع ألو سيني (الفرنسية)
- اني ويتش واي يو كان على موقع Turner Classic Movies (الإنجليزية)
- اني ويتش واي يو كان على موقع أول موفي (الإنجليزية)
- اني ويتش واي يو كان على موقع بوكس أوفيس موجو (الإنجليزية)
- اني ويتش واي يو كان على موقع فيلمافينيتي (الإسبانية)
- اني ويتش واي يو كان على موقع قاعدة بيانات الأفلام السويدية (السويدية)